# 扎奧澤爾涅 (留波姆區)
51°22′24″N 23°56′24″E / 51.37333°N 23.94000°E
扎奧澤爾涅（烏克蘭語：Заозерне），是烏克蘭的村落，位於該國西部沃倫州，由科韋利區負責管轄，始建1963年，面積1.27平方公里，海拔高度169米，2001年人口330，人口密度每平方公里259.84人。